# Kropp, mode, kläder (utställning)

Dokumentationsfoto från 1972.

Kropp, mode, kläder var en vandringsutställning som producerades av den statliga myndigheten Riksutställningar i samarbete med Folkparkernas centralorganisation. Turnén pågick 1972 till 1973 och var en del av Riksutställningars satsning på att hitta nya målgrupper för sin verksamhet.

## Bakgrund
Vid slutet av 1960-talet och början av det nya årtiondet ville Riksutställningar försöka hitta nya vägar för att bredda sitt bidrag till det svenska kulturutbudet.

### Parkmetoden
Enligt boken Kultur i rörelse – en historia om Riksutställningar och kulturpolitiken ville myndigheten försöka nå nya grupper genom att ”verka utanför institutionella sammanhang”. Det var dags för ”folkparksmetoden”.
På Riksutställningar fanns en pågående diskussion om hur man tillsammans med folkbildningen skulle kunna bryta skiljelinjen mellan ”finkultur” och ”masskultur”. Samtidigt började tankar om ett bredare kulturbegrepp att få genomslag. Många kulturinstitutioner efterlyste en förändring i praktiken. Inom folkparkerna pågick i slutet av 1960-talet en debatt om den utvidgade synen på kulturen.
Ansvariga på Riksutställningar konstaterade att folkparkernas inriktning hade börjat förändras. Från att ha varit en park för ”vanligt folk” ur arbetarklassen gick utvecklingen för parkerna att förvandlas till platser för allaktivitetsupplevelser. Folkparksrörelsen hade vid tidpunkten redan inlett ett samarbete med Riksteatern och planer fanns på att också knyta kontakter med Rikskonserter och Riksutställningar, skriver Broms och Göransson i sin bok om Riksutställningar.
Gärna pop, schlagerprogram och andra förströelseanordningar i en allaktivitetspark, men inte som dominerande attraktioner./…/Folkparkerna ska spegla det samhälle vi lever i. Det är därför nödvändigt att folkparker och Folketshus ges resurser att bjuda sin publik på vettiga alternativ till skvalet och privatgeschäftet. Folkparkerna ger nu barnpjäser, operetter och komedier i samarbete med Riksteatern och har inbjudit Rikskonserter, Riksutställningar och konstfrämjandet att konsertera respektive ställa ut i landets folkparker. (Scen och Salong 11/69 ”200 allaktivitetscenter av landets folkparker, blir det blott en dröm?”)
Enligt Dagens Nyheter var suget efter statligt producerat material stort hos Sveriges folkparker hösten 1973, när Kropp, mode, kläder just hade avslutats:
Det är främst sommarverksamheten som folkparkerna vill utvidga./…/Folkparkerna anser dessutom att Riksteatern inte producerar tillräckligt med program för parkerna. Fler behövs. – Över huvud taget vill vi ha mer från Riksteatern, Rikskonserter och Riksutställningar, säger Olle Johannesson [folkparkernas vd]./…/

### Riksutställningar på sommarturné
Våren 1969 beslutade sig Riksutställningar för att genomföra en försöksverksamhet i Sveriges folkparker – på förslag av Folkparkernas centralorganisation. Första försöket blev vandringsutställningen Gör slag i saken som visades i fyra folkparker under sommaren 1969. Innehållet byggde vidare på aktivitetsrummen i Riksutställningars samtida vandringsutställning Upptäcka – uppleva. I ett aktivitetsrum fick barn och vuxna snickra och måla tillsammans i folkparken och bredvid fanns verk av lokala konstnärer utställda.
Gör slag i saken följdes av Miljöspel 1970 och samma sommar även Miljö för miljoner, den lilla skärmutställningen som blev anmäld av det kommunala företaget Stenungsund till Justitieombudsmannen. Anledningen till anmälan var, som den beskrevs av företaget, ”osaklig framställning av fakta”. Utställningen friades och kunde fortsätta turnera på skolor och bibliotek.

## Tema
Kropp, mode, kläder ville fästa fokus på vad kläder hade haft för funktion genom historien och hur modeindustrin, massmedia och reklam hade påverkat skönhetsideal och konsumtionsmönster. 1970-talets progressiva anda avspeglade sig i utställningens texter som skildrade synen på kläder ur ett klassperspektiv. Kritiken av det kapitalistiska systemet märktes tydligt i flera av utställningstexterna:
Skillnaderna består, förstärks. Men har inte MODET faktiskt nått en utjämnande funktion här? Ja, i vårt konkurrenssamhälle arbetar modeindustrin/…/verkligen hårt utifrån antagandet att flertalet är intresserade av att dölja klyftorna i samhället. Man försöker övertyga oss om att modeföljsamheten betyder allt för ”jaktlyckan” i den stora tävlingen om makten, pengarna och lyckan/…/ (Utställningstext)
Exempel två:
”Med kläderna demonstrerar jag min makt” säger utställningens renässanskung. Gud vet hur han såg ut bakom brokad, puffärmar och pluderhosor. Kläderna har i alla tider tjänat som kulisser kring alltför lika kroppar. Visat status, klass- och grupptillhörighet, visat skillnaderna i livsbetingelser. (Utställningstext)

### Publika modeller
Kropp, mode, kläder inbjöd publiken att delta som en del av innehållet genom att låna kläder för att själva gå på den så kallade catwalken och leva sig in i historiska klädepoker. Den lokala Konsumföreningen deltog med visning av sitt bassortiment och en upplysningskampanj om frågeställningar kring mode, påverkan och ideal. Utställningen blev enligt Broms och Göransson en framgång:
Utställningen lockade många modeintresserade ungdomar och visade att val av ämne hade betydelse för att nå nya målgrupper.

## Produktion
Kropp, mode, kläder producerades av Riksutställningar under våren 1972 och visades under sommaren i sex folkparker. Den var redan från början konstruerad för att visas i folkparker och i folkets huslokaler.

### Paviljongerna/burkarna
Utställningen kallades också för Mode på burk eftersom den bestod av tre runda och monterbara glasfiberpaviljonger, en slags stora tittskåp med plexiglasrutor som skyltfönster, 8 i varje paviljong. Det var inte nödvändigt att se paviljongerna i någon speciell ordning, upplyste informationsmaterialet. Paviljongerna, eller burkar och skyltskåp, som de också kallades, var belysta inifrån för att synas tydligt på kvällen i parken och locka till sig publik. De var 3,4 meter höga med diametern 3,2 meter. Utställningen Kropp, mode, kläder krävde en yta på 150 till 200 kvadratmeter som uppställd. I nermonterat skick var volymen 25 kubikmeter och vikten cirka ett ton. En elledning drogs till varje paviljong för belysningens skull. Affischer på 70 gånger 100 centimeter togs fram för lanseringen av utställningen.

### Utförande
De tre paviljongerna (eller burkarna) delades in i olika avdelningar för att visa hur kläderna och stilidealen hade utvecklats genom historien.

#### Alternativburk
- Sy själv
- Basplagg
- Halvfabrikat
- Klädalternativ från främmande länder
- Klädalternativ ”varför inte så här?”

#### Kroppsburk
- Kvinnligt
- Manligt
- Olika kroppar och åldrar
- Fötter/skor
- Bröst: BH:ns historia

#### Modeburk
- Slipsen
- Byxor
- Tillverkare, sömmerska, affären, konsumenter
- Arbetsklädesmode
- Nytt=vackert, gammalt=fult
- Prognoser 1973[10]

### Produktionsteamet
Arbetsgruppen bakom Kropp, mode, kläder:
- Staffan Cullberg – projektledare.
- Inez Svensson – idé/manus.
- Elin Clason – redigering.
- Björn Ed – formgivning.

Ateljéarbete Riksutställningar:
- Karl-Olof Bergström
- Henry Jansson
- Per Osvaldsson
- Göran Petersson
- Åke Sunnehed
- Olof Wallgren[2]

## Turné
Kropp, mode, kläder besökte under första omgången sex av Sveriges folkparker, från 29 juni till 13 augusti, sommaren 1972. Därefter fortsatte turnén på hösten samma år. Utställningen visades även under efterföljande vinter och sommaren 1973 på fem platser.

### Mode på rull
Totalt ska tjugo orter ha besökts av Kropp, mode, kläder under 1972 till 1973. Turnéplanen nedan innehåller platser och datum som har gått att styrka så långt som möjligt genom Riksutställningars arkiv.

#### 1972
- Gävle, Folkets park  29/6–2/7[11]
- Västerås, Folkets park 7/7–10/7[11]
- Eskilstuna, Parken-Zoo 13/7–16/7[11]
- Åseda, Folkets park 29/7–30/7[11]
- Växjö, Folkets park 3/8–6/8[11]
- Åhus, Folkets park 10/8–13/8[11]
- Gävle 16/10–22/10[12]
- Falun 28/10–5/11[12]
- Örnsköldsvik 17/11–10/12[12]
- Skellefteå 15/12–31/1[12]

#### 1973
- Lycksele 4/2–16/2[12]
- Boden 20/2–11/3[12]
- Malmberget, Folkets hus 15/3–8/4[14]
- Malmö, Folkets park 4/6–12/6[15][13]
- Borås, Boråsparken 16/6–25/6[15][13]
- Huskvarna, Folkets park 29/6–4/7[15][13]
- Örebro, Brunnsparken 7/7–17/7[15][13]
- Borlänge, Folkets park 21/7–5/8[15][13]
- Saltsjöbaden, Vår gård 20/8–25/9[16]
- Hisingsbacka, Obs varuhus 28/9–7/10[17]

### Utställningen läggs ner
Kropp, mode, kläder turnerade fram till och med 14/10 1973. Därefter föreslog ansvarig hos Riksutställningar att den skulle upplösas 15/10 samma år. Orsaken angavs i ett formulär:
/…/Utställningen är svår att turnélägga och placera. Den kräver personella insatser som Riksutställningar inte förfogar över. Frakterna blir alltför dyra. Utställningen har f.ö. visats på 20 orter. Väggskärmarna bör sparas. Kan ev. återanvändas. Så mycket som möjligt säljes resten slängs. Elinstallationer återgår till ateljén för återanvändning./…/

### Vandringsutställningens farliga liv
Livet för en utställning på rull kunde vara tufft, upptäckte Riksutställningar vid ett flertal tillfällen. Bland annat totalförstördes vandringsutställningen Karameller, kola och choklad, när transportbilen den fraktades i väjde för en personbil och körde i diket, 1978. 
Riktigt lika illa gick det inte för Kropp, mode, kläder fem år tidigare, men skador blev det. Så här berättade en skrivelse från Riksutställningars distributionschef, Bengt-Arne Person, 1973-11-14: 
”Fredagen den 9.11.1973 anlände utställningen ’Kropp, mode, kläder’ till Riksutställningar med Bilspedition från OBS-varuhuset i Bäckebol, Göteborg. Utställningen visade sig vara i dåligt skick efter transporten och följande skador hade uppstått:
1. Krosskador på väggsektionerna
2. Bräckta kantytor på väggsektionerna
3. Utslagna plexiglasrutor
4. Repade plexiglasrutor

Orsaken var vid tillfället oklar, men för att utställningen skulle kunna visas igen krävdes reparationer till en kostnad av 2 500 kronor, konstaterade Bengt-Arne Person.

## Ekonomi
Kostnader för vandringsutställningen Kropp, mode, kläder:
- Produktionsbudget för modeutställningen: 50 000 kronor.
- Distributionsbudget för folkparkerna sommaren 1972: 40 000 kronor.